# Cratère de Tenoumer
Le cratère de Tenoumer est un cratère météoritique situé au nord de la Mauritanie, dans la région du Tiris Zemmour.
Son diamètre est de 1,9 km et on estime que son âge est de 21 400 ans à ± 9 700 ans (Pléistocène).